# Nazionale maschile di beach soccer della Finlandia
La nazionale di beach soccer della Finlandia rappresenta la Finlandia nelle competizioni internazionali di beach soccer.

## Rosa
Aggiornata al 27 giugno 2009
| N. |                      | Ruolo | Calciatore      |
| -- | -------------------- | ----- | --------------- |
|    | Finlandia (bandiera) | P     | Matias Sarelius |
|    | Finlandia (bandiera) | D     | Teemu Jaakkola  |
|    | Finlandia (bandiera) | D     | Pauli Ojalehto  |
|    | Finlandia (bandiera) | D     | Mikko Rauhanen  |

| N. |                      | Ruolo | Calciatore        |
| -- | -------------------- | ----- | ----------------- |
|    | Finlandia (bandiera) | D     | Teemu Terho       |
|    | Finlandia (bandiera) | A     | Matias Juvonen    |
|    | Finlandia (bandiera) | A     | Henrik Henriksson |
|    | Finlandia (bandiera) | A     | Lasse Lind        |